# Bodubandos
Bodubandos ist eine Insel des Nord-Malé-Atolls im Süden des Inselstaates Malediven in der Lakkadivensee (Indischer Ozean). Sie gehört zum Verwaltungsatoll Kaafu.

## Geographie
Die ovalförmige Insel liegt im Süden der Lagune des Atolls, etwa neun Kilometer nördlich der maledivischen Hauptstadtinsel Malé. Rund 800 m südöstlich von Bodubandos liegt das weit kleinere Inselchen Kudabandos.

## Tourismus
Bodubandos ist eine Touristeninsel der Malediven, deren einzige Nutzung der Betrieb einer Hotelanlage (Bandos Island Resort) ist.